# Elezioni politiche in Italia del 1983 per circoscrizione (Camera dei deputati)
Le elezioni politiche in Italia del 1983 nelle circoscrizioni della Camera dei deputati videro i seguenti risultati.

## Risultati

### Circoscrizione Torino-Novara-Vercelli
| Liste                                         | Voti      | %     | Seggi |
| --------------------------------------------- | --------- | ----- | ----- |
| Partito Comunista Italiano                    | 692 049   | 32,48 | 12    |
| Democrazia Cristiana                          | 517 341   | 24,28 | 9     |
| Partito Socialista Italiano                   | 227 810   | 10,69 | 4     |
| Partito Repubblicano Italiano                 | 171 508   | 8,05  | 3     |
| Partito Liberale Italiano                     | 126 151   | 5,92  | 2     |
| Movimento Sociale Italiano - Destra Nazionale | 118 617   | 5,57  | 2     |
| Partito Socialista Democratico Italiano       | 101 709   | 4,77  | 2     |
| Partito Radicale                              | 78 849    | 3,70  | 1     |
| Partito Nazionale Pensionati                  | 48 120    | 2,26  | –     |
| Democrazia Proletaria                         | 39 493    | 1,85  | 1     |
| Lista per Trieste                             | 8 733     | 0,41  | –     |
| Totale                                        | 2 130 380 | 100   | 36    |

### Circoscrizione Cuneo-Alessandria-Asti
| Liste                                         | Voti    | %     | Seggi |
| --------------------------------------------- | ------- | ----- | ----- |
| Democrazia Cristiana                          | 301 007 | 35,97 | 6     |
| Partito Comunista Italiano                    | 199 784 | 23,88 | 4     |
| Partito Socialista Italiano                   | 83 724  | 10,01 | 1     |
| Partito Liberale Italiano                     | 70 329  | 8,40  | 1     |
| Partito Repubblicano Italiano                 | 55 689  | 6,66  | 1     |
| Partito Socialista Democratico Italiano       | 50 410  | 6,02  | 1     |
| Movimento Sociale Italiano - Destra Nazionale | 35 427  | 4,23  | –     |
| Partito Radicale                              | 23 218  | 2,77  | –     |
| Democrazia Proletaria                         | 13 501  | 1,61  | –     |
| Lista per Trieste                             | 3 700   | 0,44  | –     |
| Totale                                        | 836 789 | 100   | 14    |

### Circoscrizione Genova-Imperia-La Spezia-Savona
| Liste                                         | Voti      | %     | Seggi |
| --------------------------------------------- | --------- | ----- | ----- |
| Partito Comunista Italiano                    | 445 621   | 35,68 | 8     |
| Democrazia Cristiana                          | 341 374   | 27,33 | 6     |
| Partito Socialista Italiano                   | 126 729   | 10,15 | 2     |
| Partito Repubblicano Italiano                 | 77 212    | 6,18  | 1     |
| Movimento Sociale Italiano - Destra Nazionale | 65 196    | 5,22  | 1     |
| Partito Liberale Italiano                     | 58 917    | 4,72  | 1     |
| Partito Socialista Democratico Italiano       | 41 009    | 3,28  | –     |
| Partito Radicale                              | 38 194    | 3,06  | 1     |
| Partito Nazionale Pensionati                  | 33 544    | 2,69  | –     |
| Democrazia Proletaria                         | 19 270    | 1,54  | –     |
| Lista per Trieste                             | 2 027     | 0,16  | –     |
| Totale                                        | 1 249 093 | 100   | 20    |

### Circoscrizione Milano-Pavia
| Liste                                         | Voti      | %     | Seggi |
| --------------------------------------------- | --------- | ----- | ----- |
| Partito Comunista Italiano                    | 945 655   | 31,12 | 16    |
| Democrazia Cristiana                          | 825 777   | 27,17 | 14    |
| Partito Socialista Italiano                   | 365 549   | 12,03 | 6     |
| Partito Repubblicano Italiano                 | 251 792   | 8,29  | 4     |
| Movimento Sociale Italiano - Destra Nazionale | 173 057   | 5,69  | 3     |
| Partito Liberale Italiano                     | 123 904   | 4,08  | 2     |
| Partito Socialista Democratico Italiano       | 117 332   | 3,86  | 2     |
| Partito Radicale                              | 98 024    | 3,23  | 2     |
| Democrazia Proletaria                         | 83 917    | 2,76  | 2     |
| Partito Nazionale Pensionati                  | 43 203    | 1,42  | –     |
| Vivere Liberazione                            | 5 257     | 0,17  | –     |
| Partito Operaio Europeo                       | 2 831     | 0,09  | –     |
| Lista per Trieste                             | 2 820     | 0,09  | –     |
| Totale                                        | 3 039 118 | 100   | 51    |

### Circoscrizione Como-Sondrio-Varese
| Liste                                         | Voti      | %     | Seggi |
| --------------------------------------------- | --------- | ----- | ----- |
| Democrazia Cristiana                          | 419 827   | 36,76 | 8     |
| Partito Comunista Italiano                    | 261 257   | 22,87 | 5     |
| Partito Socialista Italiano                   | 146 469   | 12,82 | 2     |
| Partito Repubblicano Italiano                 | 76 692    | 6,71  | 1     |
| Movimento Sociale Italiano - Destra Nazionale | 60 774    | 5,32  | 1     |
| Partito Socialista Democratico Italiano       | 52 312    | 4,58  | 1     |
| Partito Liberale Italiano                     | 46 992    | 4,11  | 1     |
| Partito Radicale                              | 28 882    | 2,53  | 1     |
| Partito Nazionale Pensionati                  | 23 394    | 2,05  | –     |
| Democrazia Proletaria                         | 22 780    | 1,99  | –     |
| Lista per Trieste                             | 2 794     | 0,24  | –     |
| Totale                                        | 1 142 173 | 100   | 20    |

### Circoscrizione Brescia-Bergamo
| Liste                                         | Voti      | %     | Seggi |
| --------------------------------------------- | --------- | ----- | ----- |
| Democrazia Cristiana                          | 572 789   | 45,28 | 10    |
| Partito Comunista Italiano                    | 285 348   | 22,56 | 5     |
| Partito Socialista Italiano                   | 132 098   | 10,44 | 2     |
| Partito Repubblicano Italiano                 | 64 346    | 5,09  | 1     |
| Movimento Sociale Italiano - Destra Nazionale | 59 208    | 4,68  | 1     |
| Partito Socialista Democratico Italiano       | 44 403    | 3,51  | 1     |
| Partito Liberale Italiano                     | 40 301    | 3,19  | 1     |
| Partito Radicale                              | 28 637    | 2,26  | 1     |
| Democrazia Proletaria                         | 27 247    | 2,15  | 1     |
| Partito Cristiano di Azione Sociale           | 6 354     | 0,50  | –     |
| Partito Operaio Europeo                       | 2 682     | 0,21  | –     |
| Lista per Trieste                             | 1 559     | 0,12  | –     |
| Totale                                        | 1 264 972 | 100   | 23    |

### Circoscrizione Mantova-Cremona
| Liste                                         | Voti    | %     | Seggi |
| --------------------------------------------- | ------- | ----- | ----- |
| Partito Comunista Italiano                    | 175 649 | 34,94 | 3     |
| Democrazia Cristiana                          | 168 930 | 33,60 | 3     |
| Partito Socialista Italiano                   | 71 696  | 14,26 | 1     |
| Movimento Sociale Italiano - Destra Nazionale | 23 531  | 4,68  | –     |
| Partito Repubblicano Italiano                 | 19 663  | 3,91  | –     |
| Partito Socialista Democratico Italiano       | 13 278  | 2,64  | –     |
| Partito Liberale Italiano                     | 11 914  | 2,37  | –     |
| Partito Radicale                              | 9 945   | 1,98  | –     |
| Democrazia Proletaria                         | 7 267   | 1,45  | –     |
| Lista per Trieste                             | 857     | 0,17  | –     |
| Totale                                        | 502 730 | 100   | 7     |

### Circoscrizione Trento-Bolzano
| Liste                                         | Voti    | %     | Seggi |
| --------------------------------------------- | ------- | ----- | ----- |
| Partito Popolare Sud Tirolese                 | 184 940 | 32,44 | 3     |
| Democrazia Cristiana                          | 157 082 | 27,55 | 3     |
| Partito Comunista Italiano                    | 63 242  | 11,09 | 1     |
| Partito Socialista Italiano                   | 38 826  | 6,81  | 1     |
| Partito Repubblicano Italiano                 | 27 789  | 4,87  | –     |
| Movimento Sociale Italiano - Destra Nazionale | 18 802  | 3,30  | –     |
| Partito Popolare Trentino Tirolese            | 18 656  | 3,27  | –     |
| Partito Socialista Democratico Italiano       | 13 873  | 2,43  | –     |
| Partito Radicale                              | 13 856  | 2,43  | –     |
| Partito Sud Tirol                             | 12 270  | 2,15  | –     |
| Democrazia Proletaria                         | 10 851  | 1,90  | –     |
| Partito Liberale Italiano                     | 9 052   | 1,59  | –     |
| Lista per Trieste                             | 892     | 0,16  | –     |
| Totale                                        | 570 131 | 100   | 8     |

### Circoscrizione Verona-Padova-Vicenza-Rovigo
| Liste                                         | Voti      | %     | Seggi |
| --------------------------------------------- | --------- | ----- | ----- |
| Democrazia Cristiana                          | 804 078   | 46,14 | 14    |
| Partito Comunista Italiano                    | 326 638   | 18,74 | 6     |
| Partito Socialista Italiano                   | 167 245   | 9,60  | 3     |
| Partito Repubblicano Italiano                 | 87 692    | 5,03  | 1     |
| Movimento Sociale Italiano - Destra Nazionale | 75 389    | 4,33  | 1     |
| Liga Veneta                                   | 69 814    | 4,01  | 1     |
| Partito Socialista Democratico Italiano       | 53 339    | 3,06  | 1     |
| Partito Liberale Italiano                     | 50 981    | 2,93  | 1     |
| Partito Radicale                              | 43 101    | 2,47  | 1     |
| Partito Nazionale Pensionati                  | 32 618    | 1,87  | –     |
| Democrazia Proletaria                         | 29 746    | 1,71  | 1     |
| Lista per Trieste                             | 2 172     | 0,12  | –     |
| Totale                                        | 1 742 813 | 100   | 30    |

### Circoscrizione Venezia-Treviso
| Liste                                         | Voti      | %     | Seggi |
| --------------------------------------------- | --------- | ----- | ----- |
| Democrazia Cristiana                          | 392 159   | 37,19 | 7     |
| Partito Comunista Italiano                    | 258 350   | 24,50 | 4     |
| Partito Socialista Italiano                   | 127 428   | 12,09 | 2     |
| Partito Repubblicano Italiano                 | 55 380    | 5,25  | 1     |
| Liga Veneta                                   | 47 262    | 4,48  | –     |
| Movimento Sociale Italiano - Destra Nazionale | 41 406    | 3,93  | 1     |
| Partito Socialista Democratico Italiano       | 40 494    | 3,84  | 1     |
| Partito Liberale Italiano                     | 27 972    | 2,65  | –     |
| Partito Radicale                              | 26 516    | 2,51  | –     |
| Democrazia Proletaria                         | 19 645    | 1,86  | –     |
| Partito Nazionale Pensionati                  | 16 810    | 1,59  | –     |
| Lista per Trieste                             | 1 009     | 0,10  | –     |
| Totale                                        | 1 054 431 | 100   | 16    |

### Circoscrizione Udine-Belluno-Gorizia-Pordenone
| Liste                                         | Voti    | %     | Seggi |
| --------------------------------------------- | ------- | ----- | ----- |
| Democrazia Cristiana                          | 303 906 | 37,87 | 6     |
| Partito Comunista Italiano                    | 170 922 | 21,30 | 3     |
| Partito Socialista Italiano                   | 98 516  | 12,28 | 2     |
| Partito Socialista Democratico Italiano       | 53 806  | 6,70  | 1     |
| Partito Repubblicano Italiano                 | 43 289  | 5,39  | 1     |
| Movimento Sociale Italiano - Destra Nazionale | 39 274  | 4,89  | 1     |
| Movimento Friuli                              | 26 190  | 3,26  | –     |
| Partito Liberale Italiano                     | 20 152  | 2,51  | –     |
| Partito Radicale                              | 19 349  | 2,41  | –     |
| Democrazia Proletaria                         | 12 371  | 1,54  | –     |
| Liga Veneta                                   | 8 235   | 1,03  | –     |
| Unione Slovena                                | 3 911   | 0,49  | –     |
| Lista per Trieste                             | 2 576   | 0,32  | –     |
| Totale                                        | 802 497 | 100   | 14    |

### Circoscrizione Bologna-Ferrara-Ravenna-Forlì
| Liste                                         | Voti      | %     | Seggi |
| --------------------------------------------- | --------- | ----- | ----- |
| Partito Comunista Italiano                    | 808 838   | 48,20 | 13    |
| Democrazia Cristiana                          | 343 630   | 20,48 | 5     |
| Partito Socialista Italiano                   | 158 654   | 9,45  | 2     |
| Partito Repubblicano Italiano                 | 135 712   | 8,09  | 2     |
| Movimento Sociale Italiano - Destra Nazionale | 62 339    | 3,71  | 1     |
| Partito Socialista Democratico Italiano       | 54 933    | 3,27  | 1     |
| Partito Liberale Italiano                     | 38 165    | 2,27  | 1     |
| Partito Radicale                              | 31 976    | 1,91  | 1     |
| Partito Nazionale Pensionati                  | 19 911    | 1,19  | –     |
| Democrazia Proletaria                         | 19 455    | 1,16  | –     |
| Unione Pensionati Pensionandi d'Italia        | 3 416     | 0,20  | –     |
| Lista per Trieste                             | 1 200     | 0,07  | –     |
| Totale                                        | 1 678 229 | 100   | 26    |

### Circoscrizione Parma-Modena-Piacenza-Reggio nell'Emilia
| Liste                                         | Voti      | %     | Seggi |
| --------------------------------------------- | --------- | ----- | ----- |
| Partito Comunista Italiano                    | 572 797   | 46,54 | 10    |
| Democrazia Cristiana                          | 318 087   | 25,85 | 5     |
| Partito Socialista Italiano                   | 127 691   | 10,38 | 2     |
| Partito Socialista Democratico Italiano       | 51 381    | 4,18  | 1     |
| Partito Repubblicano Italiano                 | 49 706    | 4,04  | 1     |
| Movimento Sociale Italiano - Destra Nazionale | 46 586    | 3,79  | 1     |
| Partito Liberale Italiano                     | 28 736    | 2,34  | –     |
| Partito Radicale                              | 20 602    | 1,67  | –     |
| Democrazia Proletaria                         | 13 565    | 1,10  | –     |
| Lista per Trieste                             | 1 486     | 0,12  | –     |
| Totale                                        | 1 230 637 | 100   | 20    |

### Circoscrizione Firenze-Pistoia
| Liste                                         | Voti      | %     | Seggi |
| --------------------------------------------- | --------- | ----- | ----- |
| Partito Comunista Italiano                    | 514 662   | 49,44 | 9     |
| Democrazia Cristiana                          | 248 987   | 23,92 | 4     |
| Partito Socialista Italiano                   | 103 111   | 9,90  | 2     |
| Partito Repubblicano Italiano                 | 48 180    | 4,63  | 1     |
| Movimento Sociale Italiano - Destra Nazionale | 38 538    | 3,70  | –     |
| Partito Radicale                              | 21 051    | 2,02  | –     |
| Partito Socialista Democratico Italiano       | 20 380    | 1,96  | –     |
| Partito Liberale Italiano                     | 15 651    | 1,50  | –     |
| Partito Nazionale Pensionati                  | 15 490    | 1,49  | –     |
| Democrazia Proletaria                         | 13 933    | 1,34  | –     |
| Lista per Trieste                             | 1 096     | 0,11  | –     |
| Totale                                        | 1 041 079 | 100   | 16    |

### Circoscrizione Pisa-Livorno-Lucca-Massa Carrara
| Liste                                         | Voti    | %     | Seggi |
| --------------------------------------------- | ------- | ----- | ----- |
| Partito Comunista Italiano                    | 388 679 | 41,70 | 7     |
| Democrazia Cristiana                          | 254 873 | 27,34 | 4     |
| Partito Socialista Italiano                   | 109 989 | 11,80 | 2     |
| Partito Repubblicano Italiano                 | 45 110  | 4,84  | 1     |
| Movimento Sociale Italiano - Destra Nazionale | 43 938  | 4,71  | 1     |
| Partito Socialista Democratico Italiano       | 24 956  | 2,68  | –     |
| Partito Nazionale Pensionati                  | 21 757  | 2,33  | –     |
| Partito Radicale                              | 16 201  | 1,74  | –     |
| Democrazia Proletaria                         | 13 270  | 1,42  | –     |
| Partito Liberale Italiano                     | 12 445  | 1,34  | –     |
| Lista per Trieste                             | 897     | 0,10  | –     |
| Totale                                        | 932 115 | 100   | 15    |

### Circoscrizione Siena-Arezzo-Grosseto
| Liste                                         | Voti    | %     | Seggi |
| --------------------------------------------- | ------- | ----- | ----- |
| Partito Comunista Italiano                    | 282 411 | 48,72 | 5     |
| Democrazia Cristiana                          | 142 311 | 24,55 | 3     |
| Partito Socialista Italiano                   | 67 635  | 11,67 | 1     |
| Movimento Sociale Italiano - Destra Nazionale | 25 423  | 4,39  | –     |
| Partito Repubblicano Italiano                 | 19 542  | 3,37  | –     |
| Partito Socialista Democratico Italiano       | 10 708  | 1,85  | –     |
| Partito Nazionale Pensionati                  | 8 151   | 1,41  | –     |
| Partito Liberale Italiano                     | 7 901   | 1,36  | –     |
| Partito Radicale                              | 7 645   | 1,32  | –     |
| Democrazia Proletaria                         | 7 466   | 1,29  | –     |
| Lista per Trieste                             | 446     | 0,08  | –     |
| Totale                                        | 579 639 | 100   | 9     |

### Circoscrizione Ancona-Pesaro-Macerata-Ascoli Piceno
| Liste                                         | Voti    | %     | Seggi |
| --------------------------------------------- | ------- | ----- | ----- |
| Partito Comunista Italiano                    | 372 317 | 37,68 | 7     |
| Democrazia Cristiana                          | 329 888 | 33,39 | 6     |
| Partito Socialista Italiano                   | 96 845  | 9,80  | 2     |
| Movimento Sociale Italiano - Destra Nazionale | 53 363  | 5,40  | 1     |
| Partito Repubblicano Italiano                 | 46 166  | 4,67  | 1     |
| Partito Socialista Democratico Italiano       | 29 171  | 2,95  | –     |
| Partito Nazionale Pensionati                  | 16 813  | 1,70  | –     |
| Partito Liberale Italiano                     | 16 015  | 1,62  | –     |
| Partito Radicale                              | 15 538  | 1,57  | –     |
| Democrazia Proletaria                         | 11 000  | 1,11  | –     |
| Lista per Trieste                             | 861     | 0,09  | –     |
| Totale                                        | 987 977 | 100   | 17    |

### Circoscrizione Perugia-Terni-Rieti
| Liste                                         | Voti    | %     | Seggi |
| --------------------------------------------- | ------- | ----- | ----- |
| Partito Comunista Italiano                    | 288 396 | 42,60 | 5     |
| Democrazia Cristiana                          | 188 515 | 27,85 | 3     |
| Partito Socialista Italiano                   | 84 555  | 12,49 | 1     |
| Movimento Sociale Italiano - Destra Nazionale | 45 965  | 6,79  | 1     |
| Partito Repubblicano Italiano                 | 21 495  | 3,18  | –     |
| Partito Socialista Democratico Italiano       | 11 528  | 1,70  | –     |
| Partito Nazionale Pensionati                  | 11 209  | 1,66  | –     |
| Partito Radicale                              | 9 110   | 1,35  | –     |
| Democrazia Proletaria                         | 8 074   | 1,19  | –     |
| Partito Liberale Italiano                     | 8 068   | 1,19  | –     |
| Totale                                        | 676 915 | 100   | 10    |

### Circoscrizione Roma-Viterbo-Latina-Frosinone
| Liste                                         | Voti      | %     | Seggi |
| --------------------------------------------- | --------- | ----- | ----- |
| Democrazia Cristiana                          | 996 227   | 30,93 | 17    |
| Partito Comunista Italiano                    | 953 677   | 29,61 | 16    |
| Partito Socialista Italiano                   | 318 844   | 9,90  | 5     |
| Movimento Sociale Italiano - Destra Nazionale | 316 742   | 9,83  | 5     |
| Partito Repubblicano Italiano                 | 152 647   | 4,74  | 3     |
| Partito Socialista Democratico Italiano       | 144 731   | 4,49  | 2     |
| Partito Radicale                              | 114 922   | 3,57  | 2     |
| Partito Liberale Italiano                     | 86 811    | 2,69  | 2     |
| Partito Nazionale Pensionati                  | 50 056    | 1,55  | –     |
| Democrazia Proletaria                         | 39 854    | 1,24  | 1     |
| Unione Difesa Pensionati                      | 15 182    | 0,47  | –     |
| Partito Monarchico Nazionale                  | 13 573    | 0,42  | –     |
| Lista di Lotta                                | 6 863     | 0,21  | –     |
| Unione Pensionati Pensionandi d'Italia        | 6 528     | 0,20  | –     |
| Partito Operaio Europeo                       | 2 561     | 0,08  | –     |
| Lista per Trieste                             | 2 101     | 0,07  | –     |
| Totale                                        | 3 221 319 | 100   | 53    |

### Circoscrizione L'Aquila-Pescara-Chieti-Teramo
| Liste                                         | Voti    | %     | Seggi |
| --------------------------------------------- | ------- | ----- | ----- |
| Democrazia Cristiana                          | 342 687 | 42,14 | 7     |
| Partito Comunista Italiano                    | 239 469 | 29,45 | 5     |
| Partito Socialista Italiano                   | 78 691  | 9,68  | 1     |
| Movimento Sociale Italiano - Destra Nazionale | 54 862  | 6,75  | 1     |
| Partito Socialista Democratico Italiano       | 29 146  | 3,58  | –     |
| Partito Repubblicano Italiano                 | 20 191  | 2,48  | –     |
| Partito Liberale Italiano                     | 13 831  | 1,70  | –     |
| Partito Nazionale Pensionati                  | 13 022  | 1,60  | –     |
| Partito Radicale                              | 12 115  | 1,49  | –     |
| Democrazia Proletaria                         | 8 557   | 1,05  | –     |
| Lista per Trieste                             | 586     | 0,07  | –     |
| Totale                                        | 813 157 | 100   | 14    |

### Circoscrizione Campobasso-Isernia
| Liste                                         | Voti    | %     | Seggi |
| --------------------------------------------- | ------- | ----- | ----- |
| Democrazia Cristiana                          | 115 198 | 55,46 | 3     |
| Partito Comunista Italiano                    | 40 939  | 19,71 | 1     |
| Partito Socialista Italiano                   | 16 457  | 7,92  | –     |
| Movimento Sociale Italiano - Destra Nazionale | 10 618  | 5,11  | –     |
| Partito Socialista Democratico Italiano       | 7 532   | 3,63  | –     |
| Partito Repubblicano Italiano                 | 6 981   | 3,36  | –     |
| Partito Liberale Italiano                     | 4 647   | 2,24  | –     |
| Democrazia Proletaria                         | 2 988   | 1,44  | –     |
| Partito Radicale                              | 2 359   | 1,14  | –     |
| Totale                                        | 207 719 | 100   | 4     |

### Circoscrizione Napoli-Caserta
| Liste                                         | Voti      | %     | Seggi |
| --------------------------------------------- | --------- | ----- | ----- |
| Democrazia Cristiana                          | 699 918   | 32,61 | 14    |
| Partito Comunista Italiano                    | 571 102   | 26,61 | 11    |
| Movimento Sociale Italiano - Destra Nazionale | 293 982   | 13,70 | 6     |
| Partito Socialista Italiano                   | 255 177   | 11,89 | 5     |
| Partito Socialista Democratico Italiano       | 109 122   | 5,08  | 2     |
| Partito Repubblicano Italiano                 | 69 321    | 3,23  | 1     |
| Partito Liberale Italiano                     | 55 427    | 2,58  | 1     |
| Partito Radicale                              | 40 076    | 1,87  | 1     |
| Partito Nazionale Pensionati                  | 23 961    | 1,12  | –     |
| Democrazia Proletaria                         | 21 337    | 0,99  | 1     |
| Partito Nazionale Inquilini                   | 4 768     | 0,22  | –     |
| Lista per Trieste                             | 1 921     | 0,09  | –     |
| Totale                                        | 2 146 112 | 100   | 42    |

### Circoscrizione Benevento-Avellino-Salerno
| Liste                                         | Voti      | %     | Seggi |
| --------------------------------------------- | --------- | ----- | ----- |
| Democrazia Cristiana                          | 464 886   | 43,43 | 9     |
| Partito Comunista Italiano                    | 209 428   | 19,57 | 4     |
| Partito Socialista Italiano                   | 158 878   | 14,84 | 3     |
| Movimento Sociale Italiano - Destra Nazionale | 87 810    | 8,20  | 1     |
| Partito Socialista Democratico Italiano       | 62 936    | 5,88  | 1     |
| Partito Repubblicano Italiano                 | 30 049    | 2,81  | –     |
| Partito Liberale Italiano                     | 21 280    | 1,99  | –     |
| Democrazia Proletaria                         | 13 295    | 1,24  | –     |
| Partito Nazionale Pensionati                  | 11 265    | 1,05  | –     |
| Partito Radicale                              | 10 543    | 0,98  | –     |
| Totale                                        | 1 070 370 | 100   | 18    |

### Circoscrizione Bari-Foggia
| Liste                                         | Voti      | %     | Seggi |
| --------------------------------------------- | --------- | ----- | ----- |
| Democrazia Cristiana                          | 443 283   | 34,41 | 9     |
| Partito Comunista Italiano                    | 330 575   | 25,66 | 6     |
| Partito Socialista Italiano                   | 193 813   | 15,05 | 4     |
| Movimento Sociale Italiano - Destra Nazionale | 135 065   | 10,49 | 3     |
| Partito Socialista Democratico Italiano       | 72 901    | 5,66  | 1     |
| Partito Repubblicano Italiano                 | 39 130    | 3,04  | 1     |
| Partito Liberale Italiano                     | 28 842    | 2,24  | 1     |
| Partito Nazionale Pensionati                  | 19 544    | 1,52  | –     |
| Partito Radicale                              | 16 202    | 1,26  | –     |
| Democrazia Proletaria                         | 8 793     | 0,68  | –     |
| Totale                                        | 1 288 148 | 100   | 25    |

### Circoscrizione Lecce-Brindisi-Taranto
| Liste                                         | Voti      | %     | Seggi |
| --------------------------------------------- | --------- | ----- | ----- |
| Democrazia Cristiana                          | 412 766   | 38,56 | 8     |
| Partito Comunista Italiano                    | 269 365   | 25,16 | 5     |
| Partito Socialista Italiano                   | 144 579   | 13,51 | 3     |
| Movimento Sociale Italiano - Destra Nazionale | 103 662   | 9,68  | 2     |
| Partito Socialista Democratico Italiano       | 46 247    | 4,32  | 1     |
| Partito Repubblicano Italiano                 | 36 236    | 3,39  | 1     |
| Partito Liberale Italiano                     | 20 948    | 1,96  | –     |
| Partito Nazionale Pensionati                  | 18 927    | 1,77  | –     |
| Partito Radicale                              | 10 488    | 0,98  | –     |
| Democrazia Proletaria                         | 7 229     | 0,68  | –     |
| Totale                                        | 1 070 447 | 100   | 20    |

### Circoscrizione Potenza-Matera
| Liste                                         | Voti    | %     | Seggi |
| --------------------------------------------- | ------- | ----- | ----- |
| Democrazia Cristiana                          | 171 328 | 46,04 | 4     |
| Partito Comunista Italiano                    | 103 882 | 27,91 | 2     |
| Partito Socialista Italiano                   | 40 757  | 10,95 | 1     |
| Movimento Sociale Italiano - Destra Nazionale | 23 489  | 6,31  | –     |
| Partito Socialista Democratico Italiano       | 17 334  | 4,66  | –     |
| Partito Repubblicano Italiano                 | 4 872   | 1,31  | –     |
| Democrazia Proletaria                         | 3 401   | 0,91  | –     |
| Partito Radicale                              | 3 315   | 0,89  | –     |
| Partito Liberale Italiano                     | 2 870   | 0,77  | –     |
| Lista per Trieste                             | 897     | 0,24  | –     |
| Totale                                        | 372 145 | 100   | 7     |

### Circoscrizione Catanzaro-Cosenza-Reggio Calabria
| Liste                                         | Voti      | %     | Seggi |
| --------------------------------------------- | --------- | ----- | ----- |
| Democrazia Cristiana                          | 425 891   | 36,76 | 9     |
| Partito Comunista Italiano                    | 303 434   | 26,19 | 6     |
| Partito Socialista Italiano                   | 187 195   | 16,16 | 4     |
| Movimento Sociale Italiano - Destra Nazionale | 89 198    | 7,70  | 2     |
| Partito Socialista Democratico Italiano       | 56 897    | 4,91  | 1     |
| Partito Repubblicano Italiano                 | 41 888    | 3,62  | 1     |
| Partito Nazionale Pensionati                  | 17 843    | 1,54  | –     |
| Democrazia Proletaria                         | 13 819    | 1,19  | –     |
| Partito Liberale Italiano                     | 10 185    | 0,88  | –     |
| Partito Radicale                              | 9 893     | 0,85  | –     |
| Lista per Trieste                             | 2 284     | 0,20  | –     |
| Totale                                        | 1 158 527 | 100   | 23    |

### Circoscrizione Catania-Messina-Siracusa-Ragusa-Enna
| Liste                                         | Voti      | %     | Seggi |
| --------------------------------------------- | --------- | ----- | ----- |
| Democrazia Cristiana                          | 540 150   | 36,05 | 11    |
| Partito Comunista Italiano                    | 320 075   | 21,36 | 6     |
| Partito Socialista Italiano                   | 199 041   | 13,28 | 4     |
| Movimento Sociale Italiano - Destra Nazionale | 179 015   | 11,95 | 3     |
| Partito Repubblicano Italiano                 | 74 362    | 4,96  | 1     |
| Partito Socialista Democratico Italiano       | 71 267    | 4,76  | 1     |
| Partito Liberale Italiano                     | 56 518    | 3,77  | 1     |
| Partito Nazionale Pensionati                  | 21 635    | 1,44  | –     |
| Partito Radicale                              | 17 832    | 1,19  | –     |
| Democrazia Proletaria                         | 13 638    | 0,91  | –     |
| Giustizia e Libertà                           | 1 692     | 0,11  | –     |
| Lista per Trieste                             | 1 682     | 0,11  | –     |
| Movimento Popolare Cristiano                  | 1 607     | 0,11  | –     |
| Totale                                        | 1 498 514 | 100   | 27    |

### Circoscrizione Palermo-Trapani-Agrigento-Caltanissetta
| Liste                                         | Voti      | %     | Seggi |
| --------------------------------------------- | --------- | ----- | ----- |
| Democrazia Cristiana                          | 541 969   | 40,03 | 11    |
| Partito Comunista Italiano                    | 295 943   | 21,86 | 6     |
| Partito Socialista Italiano                   | 179 206   | 13,24 | 3     |
| Movimento Sociale Italiano - Destra Nazionale | 110 574   | 8,17  | 2     |
| Partito Repubblicano Italiano                 | 63 215    | 4,67  | 1     |
| Partito Socialista Democratico Italiano       | 62 588    | 4,62  | 1     |
| Partito Liberale Italiano                     | 33 651    | 2,49  | 1     |
| Democrazia Proletaria                         | 19 448    | 1,44  | –     |
| Partito Radicale                              | 19 169    | 1,42  | –     |
| Partito Nazionale Pensionati                  | 15 989    | 1,18  | –     |
| Lista per Trieste                             | 6 925     | 0,51  | –     |
| Fronte Nazionale Siciliano                    | 5 228     | 0,39  | –     |
| Totale                                        | 1 353 905 | 100   | 25    |

### Circoscrizione Cagliari-Sassari-Nuoro-Oristano
| Liste                                         | Voti    | %     | Seggi |
| --------------------------------------------- | ------- | ----- | ----- |
| Democrazia Cristiana                          | 306 660 | 31,67 | 6     |
| Partito Comunista Italiano                    | 279 127 | 28,83 | 6     |
| Partito Socialista Italiano                   | 98 179  | 10,14 | 2     |
| Partito Sardo d'Azione                        | 91 923  | 9,49  | 1     |
| Movimento Sociale Italiano - Destra Nazionale | 60 670  | 6,27  | 1     |
| Partito Socialista Democratico Italiano       | 37 253  | 3,85  | 1     |
| Partito Repubblicano Italiano                 | 29 505  | 3,05  | –     |
| Partito Nazionale Pensionati                  | 16 128  | 1,67  | –     |
| Partito Radicale                              | 15 121  | 1,56  | –     |
| Democrazia Proletaria                         | 14 598  | 1,51  | –     |
| Partito Liberale Italiano                     | 14 353  | 1,48  | –     |
| Movimento Ecologista Sardo                    | 4 263   | 0,44  | –     |
| Lista per Trieste                             | 511     | 0,05  | –     |
| Totale                                        | 968 291 | 100   | 17    |

### Circoscrizione Valle d'Aosta
| Liste                                         | Voti   | %     | Seggi |
| --------------------------------------------- | ------ | ----- | ----- |
| UV - UVP - DP                                 | 28 086 | 38,87 | 1     |
| Partito Comunista Italiano                    | 16 035 | 22,19 | –     |
| Democrazia Cristiana                          | 14 203 | 19,66 | –     |
| Partito Socialista Italiano                   | 5 266  | 7,29  | –     |
| PLI - PRI - PSDI                              | 4 239  | 5,87  | –     |
| Movimento Sociale Italiano - Destra Nazionale | 2 565  | 3,55  | –     |
| Nuova Sinistra Unita                          | 1 853  | 2,56  | –     |
| Totale                                        | 72 247 | 100   | 1     |

### Circoscrizione Trieste
| Liste                                         | Voti    | %     | Seggi |
| --------------------------------------------- | ------- | ----- | ----- |
| Democrazia Cristiana                          | 47 354  | 23,28 | 1     |
| Partito Comunista Italiano                    | 46 652  | 22,94 | 1     |
| Lista per Trieste                             | 40 069  | 19,70 | –     |
| Movimento Sociale Italiano - Destra Nazionale | 16 402  | 8,06  | –     |
| Partito Socialista Italiano                   | 12 709  | 6,25  | –     |
| Partito Repubblicano Italiano                 | 9 152   | 4,50  | –     |
| Partito Radicale                              | 7 081   | 3,48  | –     |
| Unione Slovena                                | 5 523   | 2,72  | –     |
| Partito Socialista Democratico Italiano       | 5 258   | 2,59  | –     |
| Partito Nazionale Pensionati                  | 4 071   | 2,00  | –     |
| Partito Liberale Italiano                     | 3 971   | 1,95  | –     |
| Movimento per l'Indipendenza del TLT          | 2 913   | 1,43  | –     |
| Democrazia Proletaria                         | 2 231   | 1,10  | –     |
| Totale                                        | 203 386 | 100   | 2     |